# OCA-DLR Asteroid Survey
| Novos asteróides NEOs descobertos pelo ODAS.                           |
| ---------------------------------------------------------------------- |
| - 1997 NJ6 - 1997 XV11 (recuperação) - 1998 EP8 - 1998 SJ2 - 1998 VD31 |

O OCA-DLR Asteroid Survey (ODAS) foi um projeto científico europeu para procurar por asteróides e cometas. Este projeto foi um trabalho conjunto do Observatoire de la Côte d'Azur (OCA) na França e do Deutsches Zentrum für Luft- und Raumfahrt (DLR) na Alemanha. Eles operaram em cooperação com o esforço global de  identificar Near-Earth objects que começou com o Grupo de Trabalho em NEOs, um componente da União Astronômica Internacional.
O projeto começou em outubro de 1996 e parou com as observações em abril de 1999, para uma renovação. Entretanto, o telescópio não foi reaberto desde aquela época.
Observações de pesquisa eram feitas durante a quinzena do mês em que o luar é mínimo — o primeiro e o último quarto do mês lunar. A operação usava um telescópio Schmidt de 90cm localizado próximo à Nice, na França. Uma combinação de uma câmera CCD e um software foi usada para detecção automática de objetos móveis.
O projeto foi responsável pela descoberta de 708 asteróides e de um novo cometa. Deste total, cinco foram classificados como asteróides próximos à Terra e oito como asteróides de Marte.